# Мокрий Індол
Мокрий Індо́л, Індо́л, Сувлу́-Індо́л (крим. Suvlu İndol) — річка на сході Криму. Бере початок на північних схилах Головного пасма Кримських гір. Перетинає Внутрішнє пасмо біля села Тополівка (Топлу) Білогірського району. Після будівництва в 60-ті роки XX століття Північно-Кримського каналу русло Мокрого Індолу було перенаправлено і річка впадає в Східний Булганак за 2 км від затоки Сиваш. Раніше річка впадала в Сиваш самостійно.
Як і у більшості річок Криму гідрологічний режим Мокрого Індола характеризується двома періодами: паводковий зимово-весняним та меженний літньо-осінній, протягом яких у середньому проходить відповідно 80-95 % і 5-20 % стоку.
Притоки: Су-Індол (ліва), Сали (права).
На правому березі Мокрого Індола біля села Учебне (Верхній Топлу) Білогірського району знаходиться Топловський Свято-Троїце Параскевський монастир.